# Augeneria algida
Augeneria algida är en ringmaskart som först beskrevs av Axel Wirén 1901.  Augeneria algida ingår i släktet Augeneria och familjen Lumbrineridae. Arten har ej påträffats i Sverige. Inga underarter finns listade i Catalogue of Life.